# 葡萄菁站
葡萄菁站是位于贵州省毕节市威宁彝族回族苗族自治县葡萄菁村的一个铁路车站，邮政编码553103。车站建于1965年，有沪昆铁路经过该站，现办理客货运业务，车站及其上下行区间均已电气化。车站距离贵阳站264公里，隶属成都铁路局六盘水车务段，是四等站。

## 业务办理
客运办理旅客乘降，行李，包裹托运业务。货运办理整车货物到发。